# Fereshteh Molavi
Fereshteh Molavi (en persan : فرشته مولوی), née en 1953, est une femme de lettres iranienne. Auteure d'essais, de romans, de biographies, de traductions, collaborant à différents journaux, elle excelle particulièrement dans l'écriture de nouvelle.

## Biographie
Elle est née à Téhéran le 19 septembre 1953, un mois après le coup d'Etat qui renverse le gouvernement, démocratiquement élu, de Mohammad Mossadegh et replace sur le trône, grâce à l'appui de la Grande-Bretagne et des États-Unis, le shah d'Iran, Mohammed Reza Pahlavi, qui avait été précédemment contraint à l'exil en Italie. Ses années de jeunesse correspondent ainsi aux dernières années de la dynastie Pahlavi. En 1979, une révolution iranienne chasse le shah. Un haut dignitaire religieux, Rouhollah Khomeini, obtient, par référendum, l'instauration d'une république islamique, ce qui va permettre aux institutions chiites de mettre en place un régime théocratique et autoritaire, malgré les aspirations démocratiques de la population.
Après ses études, elle travaille comme écrivain, éditeur, traducteur et bibliothécaire jusqu'en 1998. Confrontée à la difficulté de publier ses œuvres en Iran en raison de la censure et de la guerre, elle compile une bibliographie de nouvelles écrites en persan, et traduit  des ouvrages d'écrivains étrangers, dont Juan Rulfo. En 1991, elle publie son premier roman, Khaneh-ye abr-o-bad (La maison de nuages et de vent), et un recueil de nouvelles, Pari-e aftabi va dâstânhaye digar (La fée de soleil et autres nouvelles). Suivent un autre recueil de nouvelles Nârenj otoranj (Oranges et mandarines),  ainsi que Bâgh-e irâni (Jardin persan).
En 1998, elle quitte l'Iran et s'installe au Canada. Elle exerce différents emplois. Elle est notamment bibliographe persique à la bibliothèque Sterling de l'université Yale. En outre, elle enseigne la langue et la littérature persanes à l'université de Toronto et l'université York. En tant que membre du PEN club canadien, elle assure d'autres formations et animations. Elle continue à publier des romans et des recueils de nouvelles, et publie, à Paris, un recueil d'essais, An sal’ha, in jostar’ha.
Écrivant en persan et en anglais, elle vit désormais à Toronto et partage son temps entre l'écriture, l'organisation du Club du livre du mois téhéranais (un événement mensuel pour la promotion des livres persans), et l'activité militante pour la  liberté d'expression et les droits de l'homme en Iran,.

## Principales publications
- Ketabshenasi-ye dastan-e kutah [Bibliographie de nouvelles] (1991)
- Khaneh-ye abr-o-bad [la maison des nuages et du vent] (roman, 1991. Réédite en 2011)
- Pari-e aftabi va dâstânhaye digar [La fée du soleil et autres nouvelles] (recueil de nouvelles, 1991)
- Narenj-o-toranj [Oranges et mandarines] (1992)
- Bagh-e Irani [le jardin persan] (1995)
- Listen to the Reed: A Dialogue Between Karen Connelly & Fereshteh Molavi That Took Place in 2003 and 2004 (2005)
- Bolbol-e sargashteh [The Wandering Nightingale] (recueil de nouvelles, 2005)
- Sagha va adamha [Des cabots et des hommes] (recueil de nouvelles, 2010)
- Dou-e pardeh-ye fasl [Les départs de saisons] (roman, 2010)
- An salha in jostarha (essais, 2010)
- Zard-khakestari [jaune-gris] (recueil de nouvelles, 2012)
- Hala key banafsheh mikari? [récit d'avril à février] (roman, 2012)